# DEVGRU
DEVGRU（英: Development Group）またはアメリカ海軍特殊戦開発グループ（United States Naval Special Warfare Development Group）は、アメリカ海軍の特殊部隊Navy SEALsから独立した対テロ特殊部隊である。

## 概要
DEVGRUは元々1979年に発生したイランアメリカ大使館人質事件において、アメリカ陸軍の対テロ特殊部隊のデルタフォース主導である人質救出作戦「イーグル・クロー作戦」(1980年4月24日～同25日)の任務失敗を教訓として同年10月に海軍中佐であるリチャード・マルシンコにより便宜上、Seal Team6として発足した:26,137。そして1987年に現在のDEVGRUに名称が変更された。本部についてはバージニア州ダムネックに所在する。
部隊管理上はアメリカ海軍特殊戦コマンドの直下におかれるが、作戦上はNavy SEALsと違い、デルタフォースと同じく統合特殊作戦コマンド（JSOC）の指揮を受ける:26
。DEVGRUは公式には、アメリカ海軍特殊戦コマンドで運用される陸･海および空挺における戦術と技術の試験・評価・開発を担うものとされており、アメリカ政府ではDEVGRUがJSOCの指揮下で実際の特殊作戦に従事していることを公式には認めていない。
しかしその任務内容は、対テロ、大量破壊兵器の拡散阻止、敵国内における高価値目標の奪還ないし暗殺であると推測されている

## チーム6発足の過程

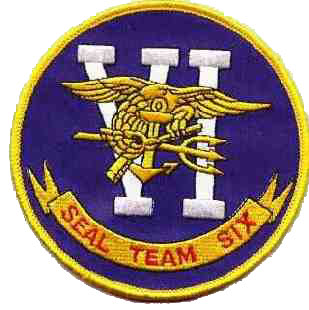
Seal Team6の旧パッチ

1978年よりNavy SEALsのチーム1（西海岸）のエコー小隊、チーム2（東海岸）のMOB-6小隊が試験的に対テロユニットとして存在していた:138。イランアメリカ大使館人質事件での作戦失敗に伴い、陸軍のデルタフォースが技能的にカバーしきれない船舶や海上油田のテロに対応するためのユニットが必要となった:138。そこで元チーム2の指揮官、リチャード・マルシンコに白羽の矢が立ち、チーム2MOB-6小隊主体に編成が始まった。
選定基準は実戦経験、体力や実射技能、言語能力などに及んだ。優秀な隊員たちを引き抜かれたチーム1とチーム2は当然快く思わず、しかも予算の限られた両海岸のチームに比べてチーム6は湯水のように予算を使っていたことからその後暫く確執を生むこととなる。
1年目の訓練は年間365日、休暇が半日2回のみといわれ、東海岸の拠点に留まらず国内数箇所を転々としていた。海上における船舶強襲、海上油田の制圧、高高度パラシュート降下、そして実射訓練等実戦さながらの訓練が続けられた。射撃訓練にかけては1日に数千発を射撃することもあり、9ミリ拳銃の弾薬の経費は1年間でアメリカ海兵隊全体を上回ったといわれる:6
。初期の頃CQB訓練中銃の誤射で1人が死亡、パラシュート降下訓練で1人が死亡している:206。現役のSEALs隊員が選抜されるが、それでも選抜訓練で脱落していく者も多く、元DEVGRUのハワード・E・ワーズディンによれば6カ月の訓練期間中で30人中4、5人が脱落したとされる:206。

## 入隊資格
- SEALs隊員であること
- SEALsに5年以上勤務していること（ハワード・E・ワーズディンはSEALsに2年半の在籍年数で選抜試験を受けているなど例外もある）[2]:199-201
- 最低2回の海外展開経験があること
- 米国市民であり、ボランティアとして4年間の任務継続に同意すること
- Top Secret(TS)/SCIレベルのセキュリティクリアランス取得可能であること
- 医学的に身体活動に支障がないこと
- 35時間のNSW水泳訓練後、改訂版第2級水泳資格を取得可能であること
- 過去3年間において、軍法会議(NJP)、民事訴訟、有罪判決、飲酒関連の違反がないこと
- 「Green Team」と呼ばれる約8ヶ月間の選抜•訓練課程
- 身体能力基準:懸垂15回以上・腕立て伏せ80回以上・腹筋運動90回以上・3マイル走22分30秒以内・880メートル水泳13分以内(海で行われる)

## 歴代司令官
| 職名   | 在任期間       | 氏名                  | 階級 |
| ------ | -------------- | --------------------- | ---- |
| 司令官 | 1980年～1983年 | Richard Marcinko      | 中佐 |
| 司令官 | 1983年～1986年 | Robert A. Gormly      | 中佐 |
| 司令官 | 1986年～1988年 | Thomas E. Murphy      | 中佐 |
| 司令官 | 1988年～1990年 | Richard T.P. Woolard  | 大佐 |
| 司令官 | 1990年～1992年 | Ronald E. Yeaw        | 大佐 |
| 司令官 | 1992年～1994年 | Thomas G. Moser       | 大佐 |
| 司令官 | 1994年～1997年 | Eric T. Olson         | 大佐 |
| 司令官 | 1997年～1999年 | Albert M. Calland III | 大佐 |
| 司令官 | 1999年～2003年 | Joseph D. Kernan      | 大佐 |
| 司令官 | 2003年～2005年 | Edward G. Winters III | 大佐 |
| 司令官 | 2005年～2007年 | Brian L. Losey        | 大佐 |
| 司令官 | 2007年～2009年 | Scott P. Moore        | 大佐 |
| 司令官 | 2009年～2011年 | Perry F. Vanhooser    | 大佐 |
| 司令官 | 2011年～2013年 | Hugh W. Howard III    | 大佐 |

## 主な参加作戦

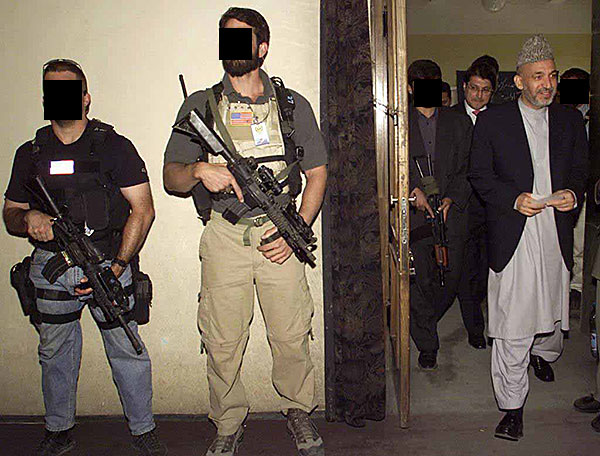
ハーミド・カルザイ大統領を護衛するDEVGRU隊員

- 1983年10月グレナダ侵攻 - 当時のチーム6がスクーン総督救出作戦と通信基地破壊作戦を実行した[2]:138-144。
- 1985年10月 - 同じく当時のチーム6が豪華客船アキレ・ラウロ号シージャック事件にて出動。しかし旅客機で逃亡した犯人グループを追跡した先のシチリアでイタリアの警察部隊と指揮権を巡って口論となり、犯人強襲には至らなかった[2]:144-145。
- 1993年10月3日ソマリアモガディシュの戦闘における作戦でDEVGRUの4名が参加（後にこの作戦は映画『ブラックホークダウン』で映画化された）。
- アフガニスタン紛争
- 2001年〜現在「アルカーイダ掃討」
- 2001年〜2014年「不朽の自由作戦」
- 2002年3月 - シャヒコト渓谷にいるタリバンとアルカイダの掃討を目的とした｢アナコンダ作戦（英語版）」に参加。
- 2003年〜2011年「イラクの自由作戦」
- 2003年4月、ジェシカ・リンチ上等兵救出作戦に関与。
- 2004年〜現在「ISIL掃討」（前身組織含む）
- 2009年4月 - ソマリア沖の海賊によって拉致された米国人フィリップス船長（英語版）救出作戦に成功。
- 2010年9月、アフガニスタンでの「リンダ・ノーグローブ（英語版）救出作戦」過失により失敗。
- 同年9月、1998年に発生した在ケニア・タンザニア米大使館爆破事件に関与したサレハ・アリ・サレハ・ナバン（英語版）を殺害。
- 2011年5月 - 国際テロ指名手配のウサーマ・ビン・ラーディンの殺害を目的とした作戦「Operation Neptune Spear（海神の槍作戦）」を実行。
- 2011年8月6日未明、アフガニスタン中部 ヴァルダク州タンギ峡谷でターリバーン戦闘員の放ったRPG-7の攻撃により CH-47ヘリコプターが墜落、多数の米軍特殊部隊員を含む38名が犠牲となった。この一件で、17名はSEALs隊員(内15名は DEVGRU隊員)で、5名はサポート要員だったとされる。(DEVGRUについては、「海神の槍作戦」に参加した者はいなかった)

アメリカ特殊作戦軍(U.S.SOCOM)発足から 24年の歴史 (2011年当時)において、一度の作戦で失った損失としては最悪となった。
- 2011年10月 - ソマリアでの米国人「ジェシカ・ブキャナン救出作戦」に成功。
- 2012年5月、アフガニスタンでの英国人「ヘレン・ジョンストン救出作戦」に成功。
- 同年12月、アフガニスタンでの米国人「ディリップ・ジョセフ医師救出作戦」に成功。
- 2014年11月、イエメンでの米国人「ルーク・ソマーズ（英語版）救出作戦」に失敗。
- 2015年〜2021年 アフガニスタン

「確固たる支援任務」
「自由の番人作戦」
- 2014年〜継続中　イラク及びシリア中東地域における対テロ作戦「生来の決意作戦」
- 2020年10月 - ナイジェリアでの「フィリップ・ウォルトン救出作戦」に成功。
- 2023年4月 - スーダン共和国からの米在外公館職員退避作戦に成功。

## 不祥事
- 2010年9月 - アフガニスタンで行われた“英国人活動家救出作戦”で、銃撃戦の最中に隊員が投擲した手榴弾により誤って人質である“リンダ・ノーグローブ（英語版）”を死亡させた。
- 2012年11月8日 - 報道によると、ゲーム「メダル・オブ・オナーウォーファイター」の制作過程において、春と夏の2日、オフの日を使って有償でコンサルタントを行い機密情報を漏洩したとして、米海軍特殊戦コマンドは現役DEVGRU隊員7名を職務規定違反で処罰したと発表した。
- 2017年6月 - マリ共和国の在米大使館で陸軍特殊部隊の隊員“ローガン・メルガー（英語版）軍曹”が窒息死しているのが発見された。2019年5月、DEVGRU隊員２名と海兵特殊作戦連隊（英語版）の隊員２名が殺人容疑で起訴され、その後に有罪判決を受けた。動機は“横領の口封じ”または“いじめ”だと見られている。

## 登場作品

### 映画
『ザ・ロック』
武装勢力に占拠されたアルカトラズ島の人質救出に向かう特殊部隊として登場する。元DEVGRUのデニス・チョーカーが出演している。また、アドバイザーとしてDEVGRU初代指揮官のリチャード・マルシンコも参加している。
『ゼロ・ダーク・サーティ』
ウサーマ・ビン・ラーディン殺害作戦の裏側を描いた映画作品。出演している俳優も実際にDEVGRUメンバーによって訓練を受けている。

### ドラマ
『SEAL Team/シール・チーム』
『NCIS:LA 〜極秘潜入捜査班』
主役の1人であるサム・ハンナはSEAL TEAM6の上級兵曹長だった(DEVGRUと言われた事はない)。 SEAL隊員の間では凄腕として伝説的な存在になっており、SEALに関連したエピソードではその立場を捜査や交渉に活かす事もある。

### ゲーム
『コール オブ デューティ ブラックオプス2』
主人公のデイビッド・メイソンが所属。
『スプリンターセル ブラックリスト』
謎のテロリスト集団「エンジニア」によるグアムの米空軍基地強襲を受け、主人公、サム率いるフォース・エシュロンと協働する。イラク、ミラワの「エンジニア」の基地と目される複数の施設を数チームで同時に襲撃するも、襲撃を予期していたエンジニア側の罠にかかり、全滅する。
『メダル・オブ・オナー ウォーファイター』
実際のオペレーターの体験を元にした脚本によるゲーム作品。Navy SEALsとDEVGRU隊員で構成されたタスクフォースの活躍を描く。また、今作を制作するにあたり取材に応じたDEVGRUの隊員二名が機密保持の観点から謹慎処分となっている。